# Narasapur
Narasapur es una ciudad y  municipio situada en el distrito de Godavari Oeste en el estado de Andhra Pradesh (India). Su población es de 58770 habitantes (2011). Se encuentra a 124 km de Vijayawada y a 397 km de Hyderabad.

## Demografía
Según el censo de 2011 la población de Narasapur era de 58770 habitantes, de los cuales 28796 eran hombres y 29974 eran mujeres. Narasapur tiene una tasa media de alfabetización del 86,24%, superior a la media estatal del 67,02%: la alfabetización masculina es del 89,54%, y la alfabetización femenina del 83,10%.